# 祖国党 (土耳其)
祖国党（土耳其語：Anavatan Partisi，缩写为ANAVATAN）是土耳其的一个中间偏右的民族主义政党。1983年，由图尔古特·厄扎尔创建。2009年10月，并入民主党。2011年9月，该党重建。
1983年—2002年，该党与正确道路党共同主导着土耳其的中右翼政治。祖国党与正确道路党的不同之处在于，祖国党自认为是1980年后的新政党，正确道路党自认为是旧民主党和正义党的延续；祖国党支持新自由主义经济，正确道路党支持混合经济；祖国党注重城市和大型企业的利益，正确道路党注重农民和小型企业的利益。许萨梅丁·金多鲁克和苏莱曼·德米雷尔时期的正确道路党支持福利国家并反对军队干涉政治，而坦苏·奇莱尔时期的正确道路党和祖国党主张废除福利国家并与军方保持一致。

## 选举情况
祖国党参加历届総選挙的得票率、獲得議席数，以下列表。
| 年     | 党首            | 得票数    | 得票率 | 獲得議席 |
| ------ | --------------- | --------- | ------ | -------- |
| 1983年 | 图尔古特·厄扎尔 | 7,833,148 | 45.1%  | 211      |
| 1987年 | 图尔古特·厄扎尔 | 8,704,335 | 36.3%  | 292      |
| 1991年 | 梅苏特·耶尔马兹 | 5,862,623 | 24.0%  | 115      |
| 1995年 | 梅苏特·耶尔马兹 | 5,527,288 | 19.6%  | 132      |
| 1999年 | 梅苏特·耶尔马兹 | 4,122,929 | 13.2%  | 86       |
| 2002年 | 梅苏特·耶尔马兹 | 1,618,465 | 5.1%   | 0        |

## 领导人
该党首席执行官员称作总书记（Genel Başkan）。自1983年成立以来，有七任领导人：
1. 图尔古特·厄扎尔（1983年5月20日- 1989年10月31日）
2. 耶尔德勒姆·阿克布卢特（Yıldırım Akbulut）（1989年11月16日- 1991年6月15日）
3. 梅苏特·耶尔马兹（1991年6月15日—2002年11月4日）
4. 阿里·塔利普·厄兹代米尔（Ali Talip Özdemir）（2002年11月18日- 2003年10月3日）
5. 内斯林·纳斯（Nesrin Nas）（2003年10月15日- 2005年3月21日）
6. 埃尔坎·穆姆居（Erkan Mumcu）（2005年4月2日- 2008年10月26日）
7. 萨利赫·乌尊（Salih Uzun）（2008年10月26日- 2009年10月31日）

(During periods between the resignation or incapacitation of a leader and the election of a new one, the central committee of the party collectively acted as leader.)